# Жёлтая Акация (посёлок)
Жёлтая Акация — опустевший поселок в Стародубском муниципальном округе Брянской области.

## География
Находится в южной части Брянской области на расстоянии приблизительно 9 км на восток-северо-восток от районного центра города Стародуб.

## История
Основан в конце 1920-х годов. На карте 1941 года был отмечен как поселок с 27 дворами. До 2020 года входил в состав Меленского сельского поселения Стародубского района до их упразднения. По состоянию на 2020 год опустел.

## Население
Численность населения: 7 человек в 2002 году (русские 100 %), 4 в 2010.